# ورنیز
ورنیز (به فرانسوی: Vernioz) یک کمون در فرانسه است که در Canton of Roussillon واقع شده‌است.

## خصوصیات
ورنیز ۱۱٫۳۲ کیلومترمربع مساحت و ۸۸۸ نفر جمعیت دارد و ۲۳۰ متر بالاتر از سطح دریا واقع شده‌است.